# Kālī Pūjā
La Kālī Pūjā, nota anche come Śyāmā Pūjā o Mahāniśā Pūjā, è una festività originaria del subcontinente indiano dedicata alla dea indù Kālī. Viene celebrata il giorno della luna nuova del mese indù Kartika. 

## Leggenda
Secondo la leggenda, un tempo i demoni disturbavano la pace dei cieli. Gli dei - incapaci di sconfiggerli e cacciarli - si recarono sull'Himalaya per chiedere aiuto a Siva e Durgā. Quest'ultima generò dalla sua fronte la dea Kālī, la quale sconfisse i demoni e fece una ghirlanda con le loro teste. Nella foga della battaglia Kālī perse il controllo e iniziò ad uccidere tutto ciò che la circondava, compresi gli dei stessi. Questi ultimi chiesero nuovamente aiuto a Siva il quale si distese a terra, proprio di fronte a Kālī. Quando lei appoggiò un piede sul suo petto riacquistò la ragione, tirando fuori la lingua dalla bocca per lo stupore.
La dea è quindi spesso raffigurata mentre calpesta il consorte, con una ghirlanda di teste e la lingua fuori dalla bocca.

## Storia

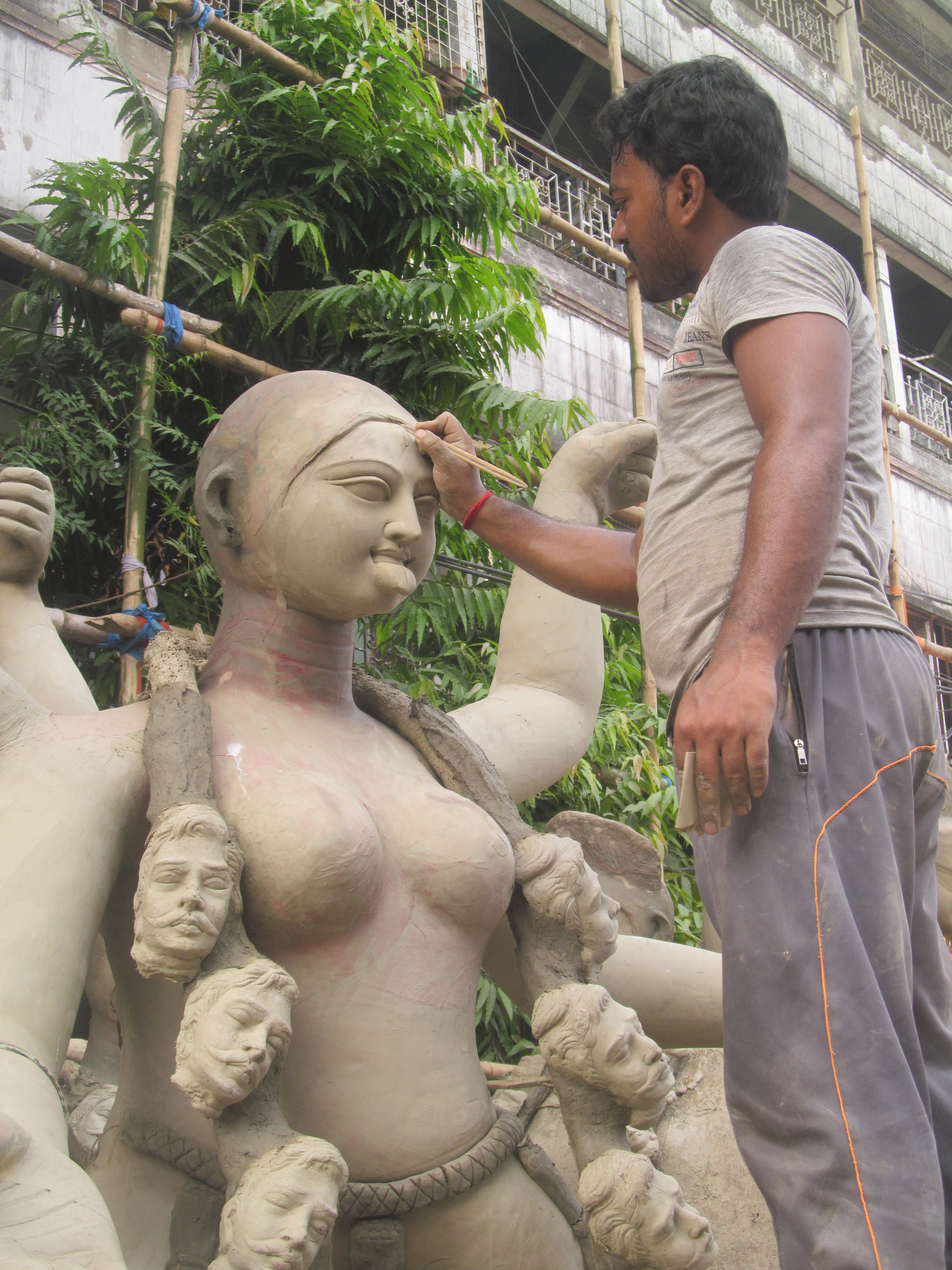
Un artigiano mentre costruisce una statua di Kālī a Kumortuli, Calcutta.

Si crede che la festività risalga al XVI secolo, quando fu celebrata per la prima volta dal saggio Krishnananda Agamavagisha. Il testo sacro Kalika Mangalkavya della fine del XVII secolo menziona una festività annuale dedicata a Kālī, probabilmente proprio la Puja. Divenne infine famosa nel XVIII secolo grazie al re Krishnachandra di Krishnanagar e si diffuse ampiamente nel XIX secolo, quando il santo Ramakrishna divenne popolare tra i bengalesi.

## Celebrazioni
La Kālī Puja si celebra all'interno della festività di Diwali. Viene festeggiata in Bengala, Orissa e Assam, mentre lo stesso giorno nel resto dell'India si celebra la Durga Puja. Durante la festa i fedeli onorano la dea sotto forma di sculture di argilla nei pandal, santuari temporanei. L'adorazione e i festeggiamenti proseguono per tutta la notte con spettacoli teatrali e fuochi d'artificio. Vengono offerti alla dea fiori di ibisco rosso, dolci, riso e lenticchie. L'adorazione può avvenire anche con la vestizione rituale di Kālī nella sua forma di Adya Shakti Kali. La tradizione prevede anche il sacrificio rituale di animali.

## Ricorrenze minori

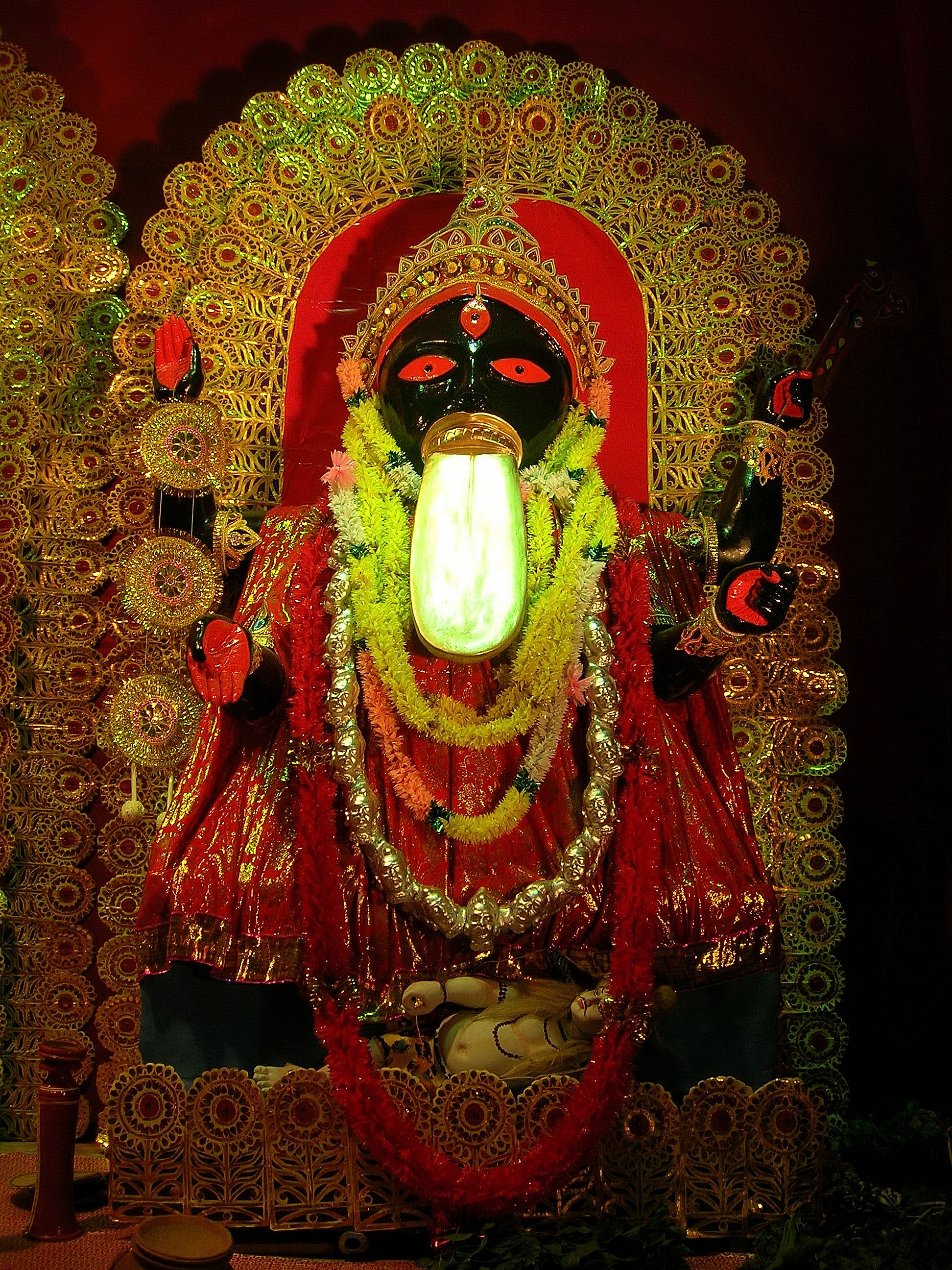
Un pandal.

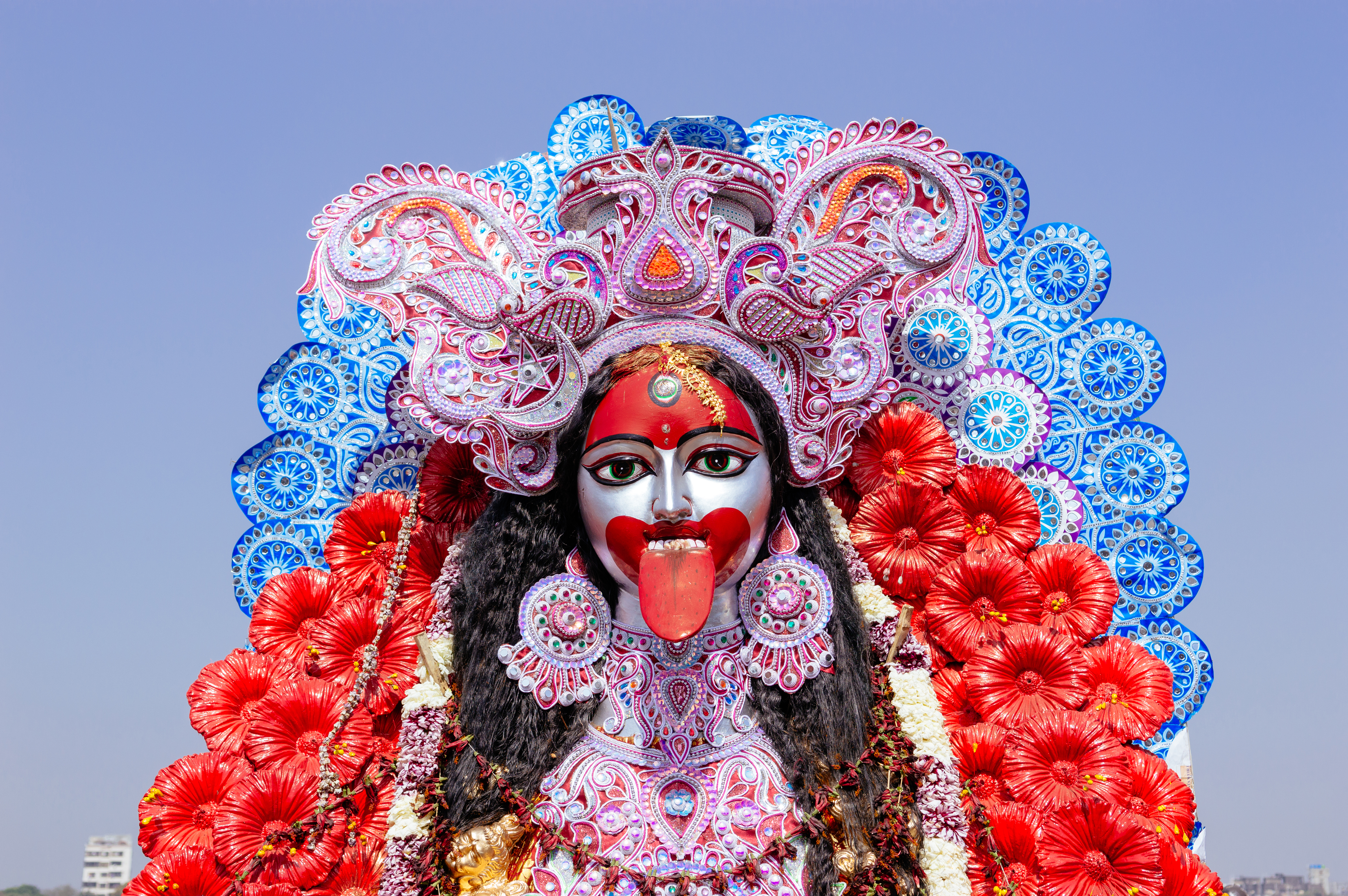
Idolo della dea Kali tenuto vicino a Nimtala ghat per Visarjan o Immersione nelle acque del fiume Hooghly

Sebbene la popolare celebrazione annuale di Kālī Puja nel mese di Kartika sia la più importante, esistono delle celebrazioni minori: la Ratanti Kālī Puja e la Phalaharini Kālī Puja. La prima è celebrata su la quattordicesima notte di luna calante del mese di Māgha, mentre la seconda la quattordicesima notte di luna calante del mese di Jyeshtha. In molte famiglie bengalesi e assamesi, Kālī è adorata quotidianamente.